# 超新星纪元
《超新星纪元》是中国科幻作家刘慈欣撰写的一部长篇科幻小说，于2003年通过作家出版社出版发行，是刘慈欣首部出版的长篇小说。

## 内容简介
由于距离地球8光年的超新星“1999A”發生爆发，其所产生的射线暴影响了地球的生物圈，并导致全世界人类的基因遭到破坏，引发无法治愈的放射疾病，所有13岁以上的人在短时间内都会死去，但13岁及以下的孩子拥有基因修复的机能，地球变成了由儿童掌管的世界。在儿童们接管世界前，成年人们在仅剩的几个月时间里加速生产，并教授孩子们人类社会的所有工作技能，确保孩子世界正常运行。但当大人们真正离开后，孩子世界还是陷入了混乱：先是集体恐慌，国家瘫痪，安定下来一段时间后又因物质的充裕而成天享乐，后来甚至出现了在南极洲进行"奥运会"——实则战争，两国互换领土等。小说描述了一个只有孩子的世界，并由此引申出当代的各种社会问题。

## 创作经历
1989年6月1日，刘慈欣到北京参加在首都展览馆举行的全国计算机应用展览会。当时正值六四事件前夕，北京一片混乱，但展览会现场十分安静，刘慈欣认为这是他一生中最怪异的经历之一。6月3日夜，刘慈欣在华北电力局北京招待所做了一个阴森恐怖的雪原童兵行军梦，《超新星纪元》的构思就是在此时出现的。
1990年，刘慈欣开始创作《超新星纪元》第一版。受到他在北京街头听到的演讲、《河殇》的影响，这一版将中国传统文化作为邪恶的灾难之源进行批判。由于在写作过程中对中国社会的思想认识出现了很大的变化，刘慈欣停止了写作，第一版最终未能完成。刘慈欣后来评价第一版，认为其浅薄和幼稚，让自己无地自容。
其后《超新星纪元》经数次改版，最终《超新星纪元》一共有五个版本。且最终版本与原版相差较大，删减版与完整版相比少1.4万字左右。

## 改编电影
2019年8月23日，官方宣布改编电影开始着手拍攝。